# Apamea atlantica
Apamea atlantica là một loài bướm đêm trong họ Noctuidae.